# Associazione Calcio Ancona
Associazione Calcio Ancona (rebatizado Unione Calcio Ancona 1905) é um clube de futebol italiano da cidade de Ancona. Já disputou a Série A por 2 vezes e por 19 vezes a Série B.

## História
Fundado em 1905 com o nome de Unione Sportiva Anconitana, mudou sua denominação sete vezes: Società Sport Ancona (1927-1929), Società Sportiva Anconitana (1929-1932), Unione Sportiva Anconitana-Bianchi (1932-1945), novamente U.S. Anconitana (1945-1982), Ancona Calcio (1982-2004), Associazione Calcio Ancona (2004-2010) e Unione Sportiva Ancona 1905 entre 2009 e 2012, ano em que encerrou suas atividades.
Na temporada 2003-04, o Ancona, que mandava seus jogos no Estádio del Conero, cuja capacidade é de 26 mil lugares, protagonizou uma das piores campanhas da história da Série A, com apenas treze pontos ganhos (duas vitórias, sete empates e 25 derrotas), marcando 21 gols e sofrendo 70, terminando com saldo de -49 na tabela, embora tivesse no elenco jogadores como Magnus Hedman (então goleiro da Seleção Sueca), Fábio Bilica (zagueiro que disputou as Olimpíadas de 2000 pelo Brasil), Roberto Maltagliati (ex-Torino e Cagliari), Mauro Milanese (ex-Parma e Inter de Milão), Daniel Andersson (também com passagem pela Seleção Sueca), Luis Helguera (irmão de Iván Helguera, que jogou por Zaragoza e Udinese), Dino Baggio (ex-Parma, Juventus, Inter, Lazio e Seleção Italiana, fez parte do elenco vice-campeão mundial em 1994), Eusebio Di Francesco (ex-Roma), Jardel (ídolo de Grêmio e Porto nos anos 90), Milan Rapaić (ex-Seleção Croata), Goran Pandev (principal jogador de futebol macedônio na atualidade) e Dario Hubner (ex-Brescia).
Em 2012-13, o clube disputou a Série D, terminando em sétimo lugar no grupo F e em trigésimo-quarto no geral.

## Títulos
- Eccellenza Marche: 1 (2010-11)
- Coppa Italia Dilettanti: 1 (2010-11)
- Regional Coppa Italia Marche: 1 (2010-11)